# Akwa Akpa
Akwa Akpa, conhecida pelos colonizadores como Old Calabar ou Duke Town foi uma cidade-estado dos efiques que floresceu no século XIX, no que é hoje o sudeste da Nigéria. Embora agora integrada na Nigéria, chefes tradicionais continuam a ser reconhecidos. O antigo estado ocupava a área da atual cidade moderna de Calabar.

## Origens e sociedade
Os efiques é um subgrupo dos ibibibos.
Eles falam uma língua em Obolo subgrupo do grupo linguístico Níger-Congo.

Eles tinham se tornado uma potência na costa do Golfo do Benim no início do século XVIII, época em que as famílias Duke e Eyamba eram seus líderes.
Eles se estabeleceram em grandes aldeias fortificadas, ao longo dos canais, em uma federação com nenhum governante supremo, que viviam da pesca e da agricultura. Os maiores assentamentos eram Ikot Itunko, Obutong e Iboku Atapka, que os britânicos renomearam no século XIX para Creek Town, Old Town e Duke Town.

## Religião
A religião tradicional efique considera que Abasi criou o universo. Uma tradição diz que a esposa de Abasi, Atai o convenceu a deixar dois de seus filhos, uma filha e filho, resolver sobre a terra. Eles não foram autorizados a se reproduzir, mas desobedeceram a essa injunção e se tornaram os ancestrais dos efique. Outra diz que Abasi criou duas pessoas, mas novamente não permitiu que eles se reproduzissem. Mais uma vez, eles desobedeceram a esta ordem, e em punição deixou Anasi a morte solta na Terra.
A importância da religião em lugares em homenagem aos antepassados da aldeia, particularmente aqueles que alcançaram um alto grau, uma vez que pode afetar a sorte da vida para o bem ou mal. A divindade terra Ala é aplacada por meio cerimônia Ogbom, o que torna as crianças abundantes e aumenta a colheita.
Alguns Ekips pertencem a sociedade secreta do Epê.
As esculturas detalhadas de madeira, máscaras e apetrechos desta sociedade são obras complexas de arte.
Cerimônias Ekips incluem percussão e música como elementos importantes.

## Tráfico de escravos
A costa nesta região foi nomeada "Calabar" pelo explorador português Diogo Cão.
A razão para a escolha deste nome é desconhecida, uma vez que não foi usado pelos efiques.
A cidade de Akwa Akpa foi fundada por famílias que havia deixado Creek Town, mais acima no rio Calabar, estabelecendo no banco do leste numa posição em que eles foram capazes de dominar o comércio de escravos com os navios europeus que ancorados no rio, e logo se tornando o mais poderoso na região.
Akwa Akpa, também conhecida como Duke Town para os britânicos, se tornou um centro de comércio de escravos, onde os escravos eram trocados por produtos europeus.
O principal grupo étnico retirado do Calabar como escravos eram os Ibos, embora eles não fossem a principal etnia na área.
A maioria dos navios negreiros que transportavam escravos de Calabar, cerca de 85% destes navios eram ingleses, sendo os comerciantes de Bristol e Liverpool.
As condições eram brutais.
Em 1767, seis embarcações escravistas britânicas estavam ancoradas no rio Calabar num momento em que o povo de Duke Town e do centro histórico estavam brigando. Segundo o combinado com os líderes da Duke Town, os líderes da Cidade Velha foram convidados a bordo para uma conferência para resolver o litígio, com garantias de sua segurança. Eles foram apreendidos, com alguns mantidos como escravos e alguns entregues a Duque Town onde eles foram executados.

## História recente

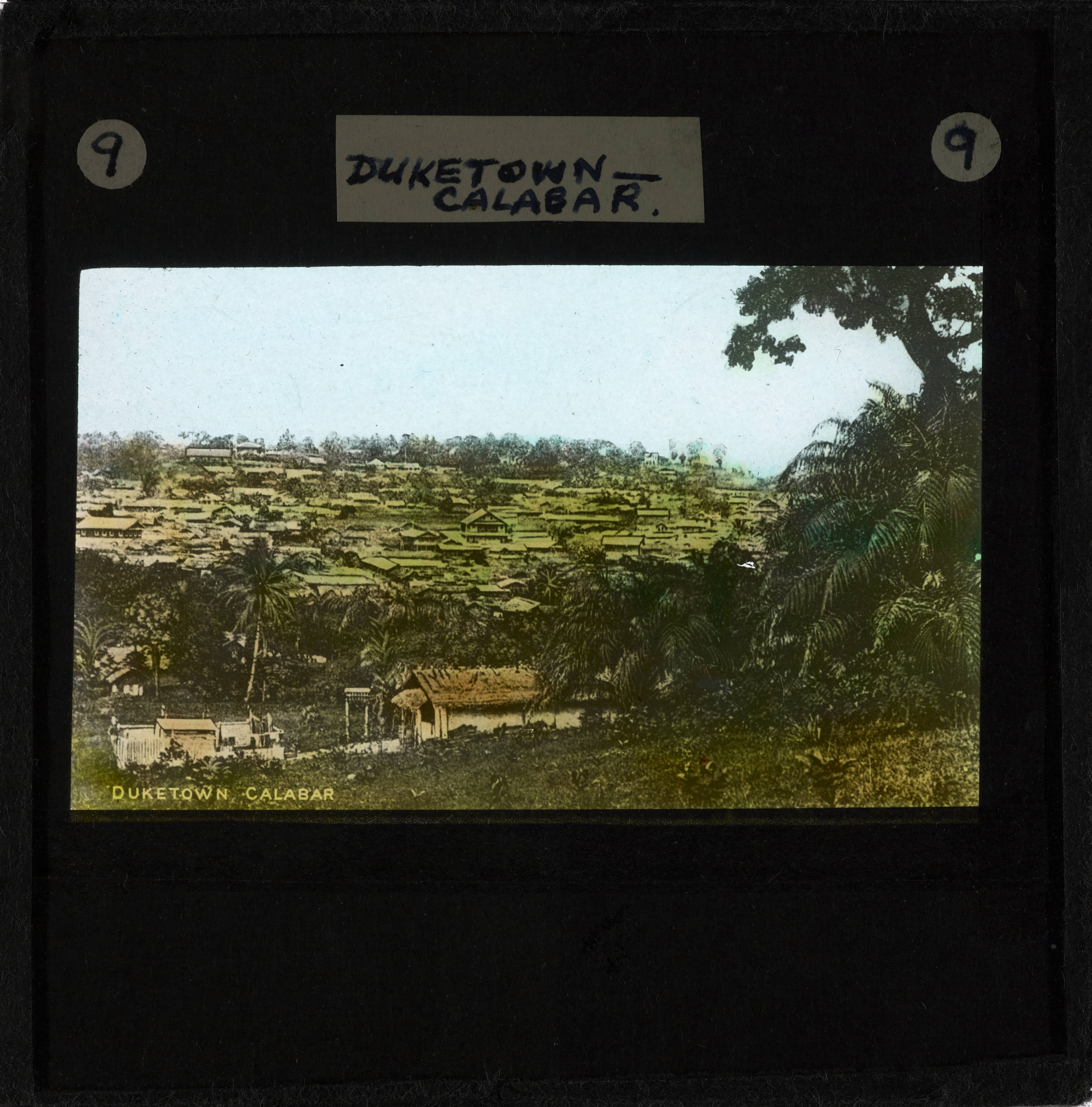
"Duketown Calabar", final do século XIX

O comércio de escravos foi proibido por um decreto britânico de 1808, e a escravidão foi proibida em todos os territórios britânicos em 1833, embora os comerciantes de outras nações continuassem a comprar escravos em Calabar até 1842.
Naquele ano, o rei Eyamba V de Duke Town e o Rei Eyo de Creek Town assinaram um tratado que concordava em eliminar o comércio de escravos.
Com a supressão do comércio de escravos, óleo de palma e caroços de palma, tornaram-se os principais produtos de exportação.
Em 1846, uma missão cristã foi estabelecida pela Igreja Presbiteriana Unida entre Duke Town e Henshaw Town, com o apoio do rei Eyo.
A missão foi chefiada pelo Rev. Hope Masterton Waddell com o apoio de Hugh Goldie, que escreveu um relato de Calabar em seu livro 1890 'Calabar and its Mission.
Naquele ano, os chefes solicitaram proteção britânica para Calabar, mas a resposta do Senhor Palmerston, recebida, em 1848, foi a de que não era necessário nem aconselhável aceitar o pedido.
No entanto, o britânico iria tratar as pessoas de Calabar favoravelmente se eles abandonassem sua prática do sacrifício humano.
Na época, era comum que as esposas e escravos de um homem importante fossem sacrificados em sua morte.
Com a morte do rei Eyamba em 1847, foi proposto que o rei Eyo se tornasse o único governante, que os britânicos favoreceriam. No entanto, os líderes Duke Town não concordaram, e selecionou Archibong Duke como o novo rei. Em 1850, ambos os reis concordaram em suprimir o sacrifício humano.

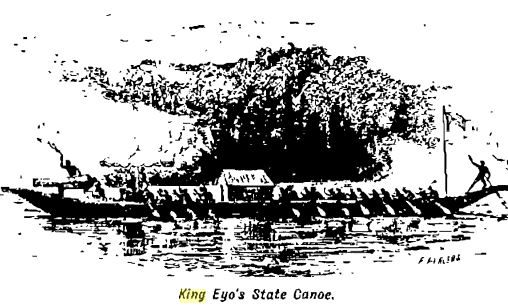
Calabar e sua missão (1890), ilustração de Hugh Goldie

Influência britânica continuou a crescer, assim como a aceitação do cristianismo.
Os chefes de Akwa Akpa colocaram-se sob a proteção Britânica em 1884.
Rei Archibong III do Reino do Calabar foi coroado em 1878 com uma regalia enviada diretamente pela rainha Victoria do Reino Unido.
De 1884 até 1906 Old Calabar foi a sede do Protetorado Costa do Níger, após o que Lagos se tornou o centro principal.
Agora chamado Calabar, a cidade permaneceu um importante porto de envio de marfim, madeira, cera de abelha, e palma produzido até 1916, quando o terminal ferroviário foi inaugurado no Port Harcourt, 145 quilômetros a oeste.

## Governantes independentes
Governantes da cidade-estado, e sucessores no estado tradicional, foram:
- Ekpenyong Offiong Okoho (1786–1805)
- Ekpenyong Effiom Okoho Eyamba III (1805–1814)
- Effiom Edem Ekpo Effiom I Eyamba IV (1814–1834)
- Edem Ekpenyong Offiong Okoho Eyamba V (1834–1847)
- Effiom Okoho Asibong I Ekpo Minika (May 1849 - February 1852)
- Ededem Effiom II (April 1852 - August 1858)
- Eyo Asibong II (March 1859 - August 1872)
- Edem Asibong III Eyamba VIII (1872 - May 1879)
- Orok Edem Eyamba IX (1880–1896)
- Eyo Etinyin

## Obongs posteriores
Em 1903, os ingleses fizeram um acordo com os Reis efiques que eles deixariam de usar título de Rei (Edidem), mas em vez disso como governantes titulares teria o título Obong de Calabar.
- Obong Edem Effiom Edem (January 1903 - 1906)
- Obong Asibong IV
- Obong Asibong V (1956 -)

## Governantes efiques
Em dezembro de 1970, foi acordado que um único governante deve representar os efiques, em vez de dois (um para Creek Town e um para Duke Town), com o dirigente alternado entre as duas comunidades.
- Edidem David James Henshaw V (1970–1973)
- Edidem Esien Ekpe Oku V (1973–1980)
- Edidem Bassey Eyo Ephraim Adam III (1980–1987)
- Edidem Otu Ekpenyong Effa IX (1987–1989)
- Edidem Boco Ene Mkpang Cobham V (1989–1999)[9]
- (vacant 1999 - 2001)[17]
- Edidem Nta Elijah Henshaw (2001–2004)[3]
- Edidem Ekpo Okon Abasi Otu (2008 -)
- Etinyin Eyo